# Ель-Курру

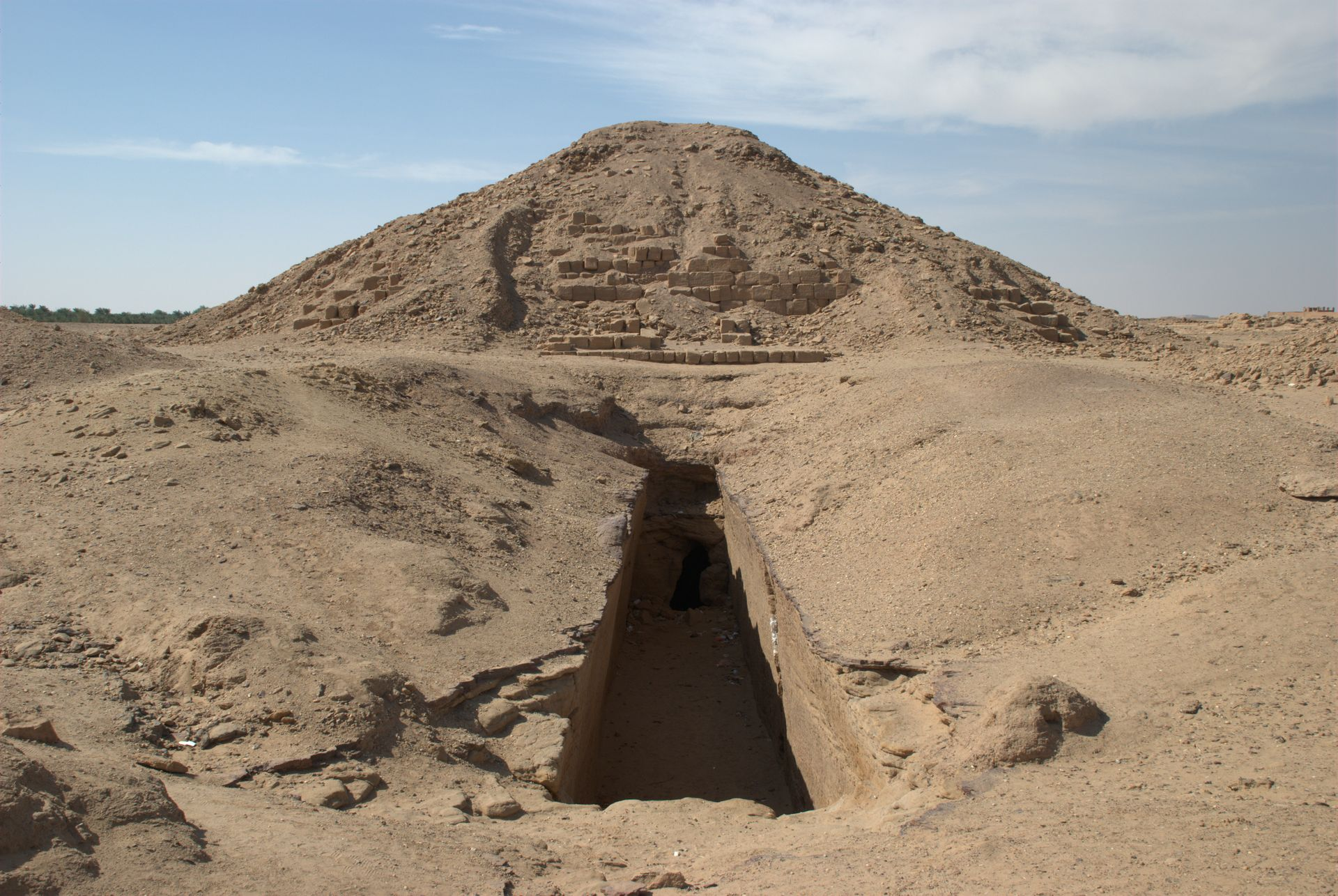
Піраміда в Ель-Курру

18°24′36″ пн. ш. 31°46′17″ сх. д. / 18.41000° пн. ш. 31.77139° сх. д.
Ель-Курру — некрополь Нубійських царських родин. Більшість пірамід Ель-Курру датовані початковим періодом царства Куш, починаючи з фараона Алари (795–752 роки до н. е.) до фараона Настасена (335–315 роки до н. е.).

## Дослідження
Розкопками пірамід Ель-Курру займався на початку XX століття Джордж Ендрю Рейснер. Район поховань поділений двома природними долинами на три частини. Середня частина є найдавнішою, поховання там є могильниками типу тумулус, і датовані, зазвичай, до-напатською добою Кушитського царства. Джордж Рейснер датував найдавніше поховання Tum.1 часами правління фараона Шешонка I (бл. 850 до н. е.), тобто за 200 років до Напатської доби Кушитського царства. Серед сучасних дослідників переважають датування часів Нового царства, найранішні оцінки належать до XX єгипетської династії, 1070 рік до н. е., хоча мають популярність і оцінки, що збігаються з датуванням Джорджа Рейснера.

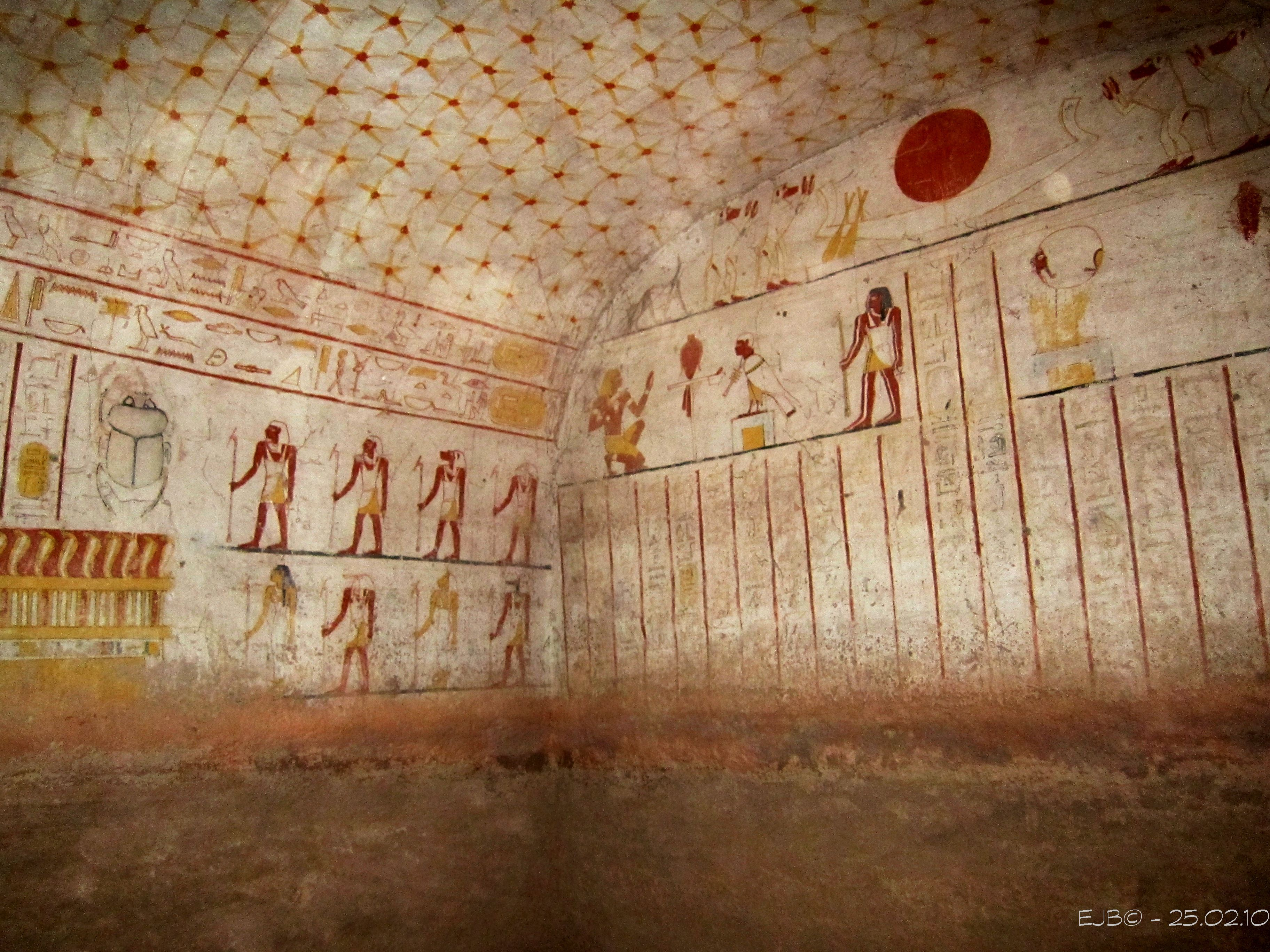
Поховальна камера піраміди фараона Тануатамона

У верхній частині некрополю розташовані чотири поховання типу тумулус (Tum.1,2,4 і 5). На північ від них, через північну ваді, розташовано поховання Tum.6. На схід від них розташовані вісім пірамід. Територія однієї з них заходить на більш давнє поховання типу тумулус — Tum.19. Найпівденніша з них належить фараону Кашті та, можливо, його дружині Пебатмі. Перед цим рядом розташований інший ряд пірамід, включаючи піраміди фараонів Піанхі, Шабаки й Тануатамона.
На південь від піраміди Пебатми, через південну ваді розташований ряд пірамід цариць: Напарая (англ. Naparaye) (K.3), Хенса (англ. Khensa) (K.4), Калхата (англ. Qalhata) (K.5) й Арті (англ. Arty) (K.6).

## Стародавні поховання
- Tum.1, найдавніше поховання Ель-Курру
- Tum.2, поховання, що містить жіночий череп[3]
- Tum.4
- Tum.5
- Tum.6, поховання на північ від Tum.1, через північну ваді
- Tum.19, поховання на схід від могильників типу тумулус. Пізня піраміда K.13 частково заходить на те поховання

## Поховання Напатської доби
- K.1 — невідомий фараон. Одна з найбільших пірамід. Розташована на південь від піраміди Піанхі (K.17)[3]. Датується бл. 362–342 роками до н. е. (після фараона Горсіотефа, але до фараона Ахратана).
- K.2
- K.3 — цариця Напарая, дочка фараона Піанхі, сестра-дружина фараона Тахарки
- K.4 — цариця Хенса, дочка фараона Кашти, сестра-дружина фараона Піанхі
- K.5 — цариця Калхата, дружина фараона Шабатаки, мати фараона Тануатамона
- K.6 — цариця Арті (англ. Arty), дочка фараона Піанхі й сестра-дружина фараона Шабатаки
- K.7 — можливо, королева Пебатма, дружина фараона Кашти. Піраміда розташована прямо за пірамідою самого Кашти (K.8)
- K.8 — фараон Кашта, батько фараона Піанхі
- K.9 — можливо, фараон Алара
- K.10
- K.11 — поховання, що містить жіночий череп[3]
- K.13
- K.14
- K.15 — фараон Шабака, син фараона Кашти, брат фараона Піанхі
- K.16 — фараон Тануатамон, син фараона Шабатаки й цариці Калхати (піраміда K.5)
- K.17 — фараон Піанхі, син фараона Кашти
- K.18 — фараон Шабатака, син фараона Кашти. Піраміда розташована на захід від піраміди Кашти й на південь від поховань типу тумулу. У піраміді знайдено череп, що може належати фараону Шабатаці[3]
- K.21
- K.23 — піраміда за пірамідою фараона Кашти (K.8)[3]. Можливо, Касага, дружина фараона Алари
- K.52 — цариця Нефрукекашта, дружина фараона Піанхі
- K.53 — цариця Табіру, дочка фараона Алари, дружина фараона Піанхі
- K.54 — можливо Пексатер, дочка фараона Кашти, дружина фараона Піанхі